# Château de Villersexel
 (février 2011).
Si vous disposez d'ouvrages ou d'articles de référence ou si vous connaissez des sites web de qualité traitant du thème abordé ici, merci de compléter l'article en donnant les références utiles à sa vérifiabilité et en les liant à la section « Notes et références ».
Le château de Villersexel, situé à Villersexel dans le département de la Haute-Saône, est un château néo-Louis XIII.

## Histoire

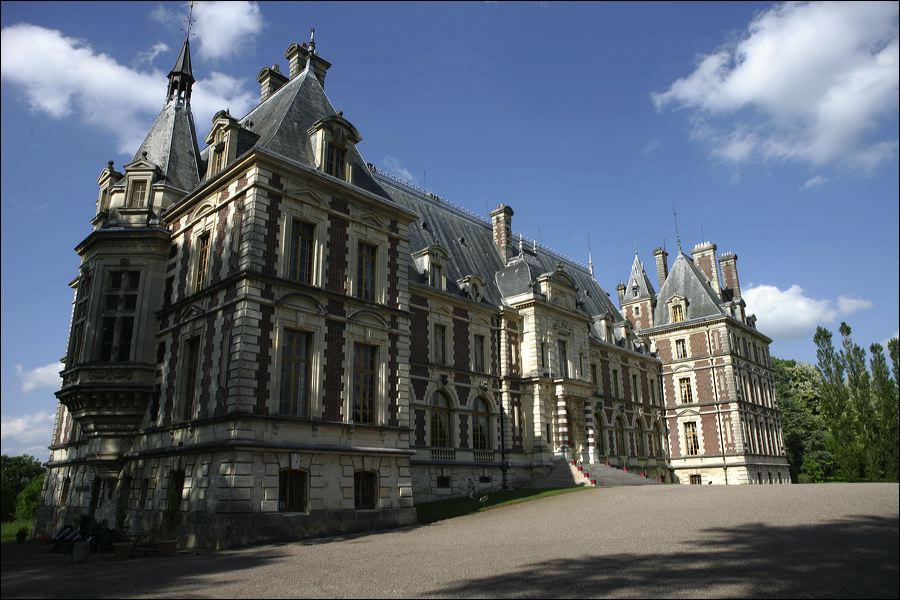
Façade principale du Château.

Ce château est conçu dans le style néo-Louis XIII par l'architecte Eugène Gustave Edouard Danjoy et construit de 1882 à 1887. Son mobilier date également de cette époque. Il remplace un autre château, détruit en 1871 pendant la bataille de Villersexel et qui avait longtemps appartenu à la famille de Grammont.
Après une inscription par arrêté du 23 février 1981, le château fait à présent l'objet de trois arrêtés de protection distincts : 
- Le logis et les écuries, tous deux en totalité, font l’objet d’un classement au titre des monuments historiques depuis le 29 mars 2005[2].
- Le parc du château et les ruines de l'ancien château font l’objet d’une inscription au titre des monuments historiques depuis le 29 mars 2005[2].
- Enfin, dans la continuité de l'inscription de 1981, les façades et toitures des autres bâtiments (le bâtiment d'entrée dit la Régie, le logement du portier, la tour et les remises voisines, l'ancienne laiterie, la serre, l'orangerie et l'ancien manège font l’objet d’une inscription au titre des monuments historiques depuis le 19 décembre 2001[2].

Il s'agit aujourd'hui d'une résidence privée qui abrite par ailleurs un musée. En outre, le château est un lieu de réception pour les mariages et soirées privées.

## Description
La hauteur du plafond au rez-de-chaussée est de 5,5 mètres, sauf dans le grand salon où les plafonds atteignent 6,5 mètres. La galerie mesure 72 mètres de long. Dans cette galerie, de larges baies vitrées, typiques du XIXe siècle. La bibliothèque comprend plus de 10 000 volumes. Parmi ces livres on trouve des incunables, des traités de droit commun sur la Bourgogne et la Franche-Comté, ainsi que des bibles et des missels des archevêques de Grammont.
On trouve dans la salle à manger un décor typique du XIXe siècle, néo-gothique : avec des colonnes au-dessus des portes, un plafond peint, un lustre rococo en bronze qui pèse plusieurs centaines de kilos, des vaisseliers en noyer, une cheminée en marbre noir de Belgique, au-dessus de la cheminée une tapisserie d’Aubusson : Saint Georges terrassant le dragon. Sur les murs, les velours datent de la construction.
Le petit salon comprend au-dessus de chaque porte, des peintures. Elles représentent les quatre éléments.
Le grand salon a une surface de 150 m2. La pièce a été spécialement construite aux dimensions des tapisseries des Gobelins qu'elle accueille : elles représentent la leçon d’équitation de Louis XIII et elles sont plus anciennes que le château. Sur le plafond à caissons sont peints en bleu les quatre saisons et autour, en bandeau, les armes des familles apparentées.
Les communs comprennent un logement du gardien, une ferme (XVIIIe siècle) un ancien manège (« la cuverie ») et divers bâtiments. Le parc du château, qui contient les ruines de l'ancien château, longe la rivière Ognon et se situe près du village.
Les dépendances :
- la ferme environ 800 m2 (attribuée a Nicolas Ledoux)
- la régie pavillon d’entrée 100 m2 au sol 2 niveaux
- la conciergerie 100 m2
- la Tour garage et appartement 200 m2
- la laiterie 120 m2
- l’orangerie 200 m2
- le manège (qui date du XVIIIe siècle) 450 m2

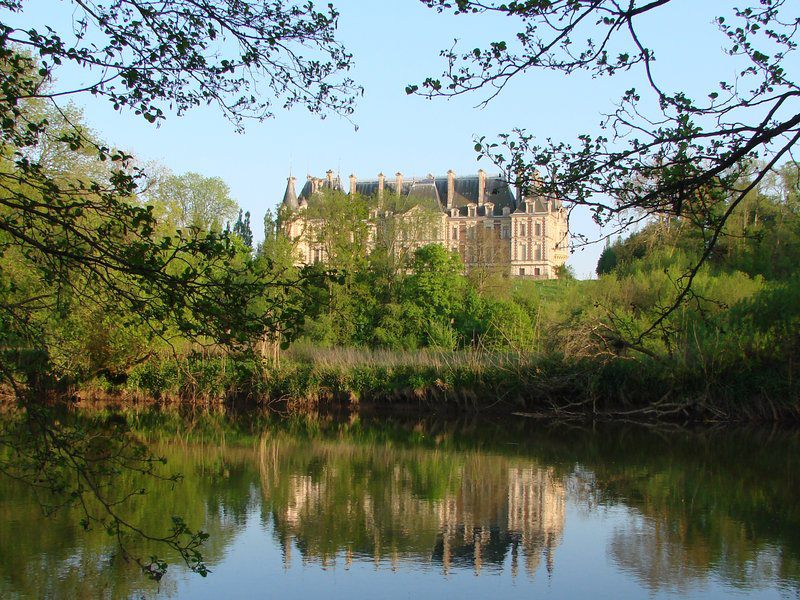
Façade nord.
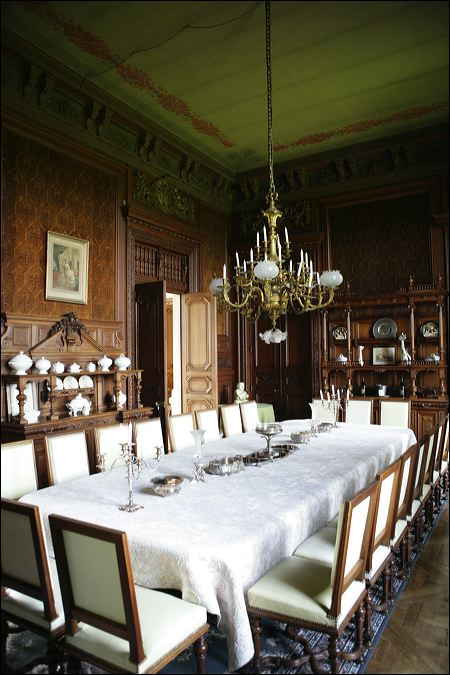
grande salle à manger.
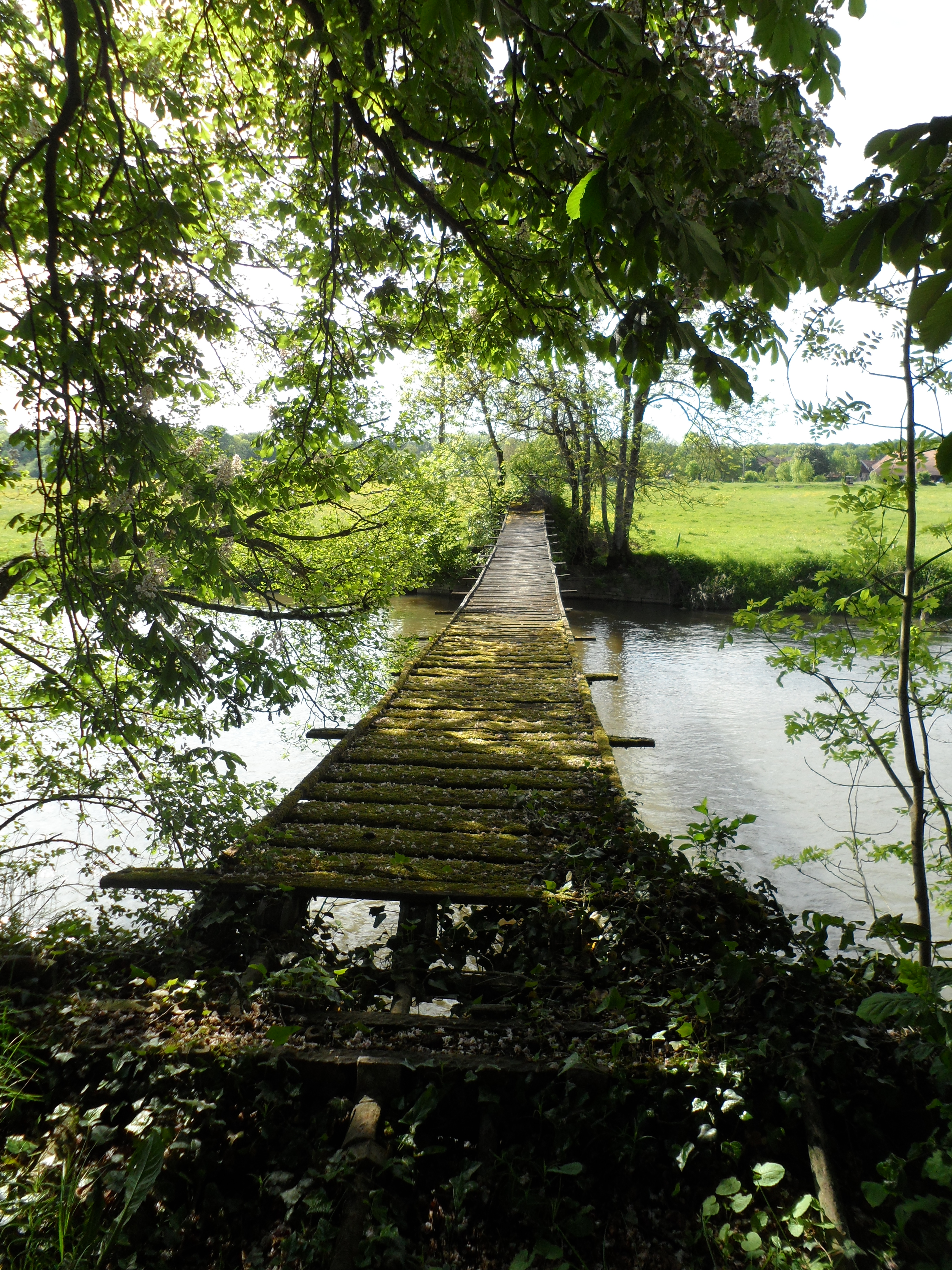
Pont volant.

## Sources et références
1. ↑  Coordonnées vérifiées sur Géoportail et Google Maps
2. 1 2 3  Notice no PA00102296, sur la plateforme ouverte du patrimoine, base Mérimée, ministère français de la Culture